# قائمة المفارقات
قائمة تضم ما يطلق عليه مفارقة من قبل أحد المصادر في اختصاصات متفرقة.
| - المفارقات الكونية - تجاهل المطلوب - تسميم البئر - توسل بالأكثرية - توسل بالاعتقاد - مفارقة المبيدات | - توسل بالعرف - توسل بالقوة - توسل بالمجهول - توسل بالمرجعية - توسل بالنتيجة | - حجاج جماهيري - حكمة المقت - خطآن يصنعان صوابا - سؤال مركب - سؤال ملغوم | - مأزق مفتعل - معضلة التمساح - معضلة الدجاجة والبيضة - مغالطة - مغالطة التركيب | - مغالطة التفكيك - مفارقات زينون - مفارقة - مفارقة (أي-بي-آر) - مفارقة أولبيرز | - مفارقة التوأم - مفارقة تاريخية - مفارقة دولاب أرسطو - مفارقة راسل - نتيجة كاذبة | - مفارقة ورقة الشاي - وقع الهالة - مفارقة كريت - مفارقة فندق هيلبرت - مفارقة باناخ تارسكي |